# Wolica Hnizdyczowska
Wolica Hnizdyczowska (ukr. Волиця-Гніздичівська) – wieś na Ukrainie. Należy do rejonu stryjskiego (do 2020 roku do rejonu żydaczowskiego) w obwodzie lwowskim i liczy 382 mieszkańców.
W II Rzeczypospolitej do 1934 roku wieś stanowiła samodzielną gminę jednostkową w powiecie żydaczowskim w woj. stanisławowskim. W związku z reformą scaleniową została 1 sierpnia 1934 roku włączona do nowo utworzonej wiejskiej gminy zbiorowej gminy Żydaczów w tymże powiecie i województwie. Po wojnie wieś weszła w struktury administracyjne Związku Radzieckiego.

## Zabytki
- dom zagrodowy Zofii Gołuchowskiej wybudowany w drugiej połowie XIX w. posiada ganek z kolumnami[2]